# 1569 Evita
1569 Evita è un asteroide della fascia principale del diametro medio di circa 33,92 km. Scoperto nel 1948, presenta un'orbita caratterizzata da un semiasse maggiore pari a 3,1471793 UA e da un'eccentricità di 0,1330812, inclinata di 12,27017° rispetto all'eclittica.
Il nome "Evita" fu assegnato dallo scopritore Miguel Itzigsohn in onore di Evita Perón.